# استفانیا کنستانتینی
استفانیا کنستانتینی (انگلیسی: Stefania Constantini؛ زادهٔ ۱۵ آوریل ۱۹۹۹ ‏(۲۶ سال)) ورزشکار کرلینگ اهل ایتالیا و شهر کورتینا دامپتزو است. او در حال حاضر کاپیتان تیم ملی کرلینگ زنان ایتالیا است. کنستانتینی در پنج دوره از مسابقات جهانی کرلینگ زنان، چهار دوره از مسابقات جهانی کرلینگ دوبل مختلط و هفت دوره از مسابقات قهرمانی اروپا شرکت کرده است. او موفق به کسب مدال نقره در مسابقات قهرمانی کرلینگ اروپا ۲۰۲۳، مدال برنز در مسابقات اروپا ۲۰۱۷ و مدال طلا در رقابت‌های دوبل مختلط المپیک زمستانی ۲۰۲۲ پکن شده است.